# Os Melhores Anos
Os Melhores Anos é uma série de televisão portuguesa que conta a história que retrata o dia-a-dia de alunos e professores e das relações que entre eles se estabelecem numa escola.

## História
Uma série que transmite os problemas essenciais de uma geração, mas também os seus valores de amizade, camaradagem e espírito de equipa. Os alunos Margarida, André, Tiago, Miguel, Célia, Isabel, Tadeu, Paulo e Chico são algumas das personagens centrais à volta das quais gira a linha narrativa e se cria a atmosfera especial da série. As características, o meio social, os problemas escolares, de cada personagem, enfim, os problemas inerentes à juventude são retratados nesta série juvenil.

## Elenco
- Sofia Solange – Isabel
- Peter Michael – Tadeu
- Ricardo Costa – Zeca
- Carla Cristina – Joana
- Maria Leonor Francisco – Célia
- Filipe Malta – Tony
- Vítor Emanuel – Miguel
- Nuno Miguel Magalhães – Paulo
- Filipe Santos Dias – André
- Bruno José Barroso – Chico
- Alexandra Lencastre – Margarida
- José Gomes – Josué
- Lídia Franco – Dalila
- Laura Soveral – Berta
- Maria José Camecelha – Idalina
- Rogério Claro – Sr. Francisco
- Rogério Samora – Tiago
- Vítor Norte – Cruz
- Carlos Daniel - Carlos